# Cosa Nostra (strip)
Cosa Nostra is een Franse stripreeks die begonnen is in juni 2000 met David Chauvel als schrijver en Erwan Le Saëc als tekenaar.

## Albums
Alle albums zijn geschreven door David Chauvel, getekend door Erwan Le Saëc en uitgegeven door Silvester.
| Nummer | Titel                        |
| ------ | ---------------------------- |
| 1      | Mano Nera                    |
| 2      | De dood van Herman Rosenthal |
| 3      | Hampton Farms                |
| 4      | De weddenschap               |
| 5      | Het winnende lot             |
| 6      | The big seven                |
| 7      | Huguenot Beach               |
| 8      | Oyster Bay                   |
| 9      | Onder het matras             |
| 10     | Capo di tutti capi           |
| 11     | De waanzin van Dutch (1/2)   |
| 12     | De waanzin van Dutch (2/2)   |
| 13     | Murder Inc. (1/2)            |